# Karl Heine-Borsum
Karl Heine-Borsum (* 19. Dezember 1894 in Borsum (Harsum) bei Hildesheim als Karl Heine; † 10. November 1981 in Erkrath) war ein deutscher Lehrer, Lyriker, Erzähler und Dramatiker.

## Leben
Karl Heine-Borsum, geboren im Dezember 1894 als Sohn eines Landwirts unter dem bürgerlichen Namen Karl Heine, war neben seiner normalen Berufstätigkeit als Lehrer im Rheinland auch als Schriftsteller aktiv. Zwischen 1959 und 1981 erschienen über ein Dutzend verschiedene belletristische Werke zu den Themenfeldern Lyrik, Drama oder Erzählung. Darunter Bände wie: Im Ring des Jahres, Im Ring des Lebens und Flucht ans Meer beim Verlag Der Karlsruher Bote, des Weiteren Veröffentlichungen wie Dur und Moll, Der Besessene: 12 Szenen um Vincent van Gogh, Dennoch siegte die Ehe, Nordstrand : Ein Sang von Liebe und Meer oder Bunte Lese beim Europäischen Verlag in Wien. Zu Beginn der 1970er Jahre wechselte Heine-Borsum zuerst zum Verlag Hermann Meister nach Heidelberg, wo er seinen Lyrikband Bunter Strauß publizierte, dann kam er 1976 schließlich zum Bläschke Verlag nach Darmstadt, der unter anderem den Gedichtband Am Lebensborn und das Märchenspiel Wald und Dichter verlegte.
Neben seiner Arbeit als Schriftsteller und Lehrer war Karl Heine-Borsum auch als Maler tätig. Heine-Borsum lebte lange Jahre in Erkrath, wo er im November 1981 im Alter von 86 Jahren auch verstarb.

## Schriften (Auswahl)

### Einzelbände
- „Im Ring des Jahres“, (Gedichte), Verl. Der Karlsruher Bote, Karlsruhe, 1959
- „Im Ring des Lebens“, (Gedichte), Verl. Der Karlsruher Bote, Karlsruhe, 1960
- „Flucht ans Meer“, (Gedichte), Verl. Der Karlsruher Bote, Karlsruhe, 1962
- „Dur und Moll“, (Prosa und Gedichte), Europäischer Verlag, Wien, 1964
- „Der Besessene: 12 Szenen um Vincent van Gogh“, (?), Europäischer Verlag, Wien, 1965
- „Dennoch siegte die Ehe“, (Roman), Europäischer Verlag, Wien, 1965
- „Heumahd“, (Kurzgeschichten u. Skizzen), Europäischer Verlag, Wien, 1968
- „Nordstrand : Ein Sang von Liebe u. Meer“, (?), Europäischer Verlag, Wien, 1969
- „Bunte Lese“, (Kurzgeschichten u. Skizzen), Europäischer Verlag, Wien, 1971
- „Bunter Strauß“, (Gedichte), Verlag Hermann Meister KG, Heidelberg, 1972
- „Am Lebensborn“, (Gedichte), Bläschke, Darmstadt, 1976
- „Langemark 1914“, (Gedichte), Bläschke, Darmstadt, 1978
- „Wald und Dichter“, (ein Märchenspiel), Bläschke, Darmstadt, 1981